# توس‌بلاغ
توس‌بلاغ (به قزاقی: Tosbulak) یک منطقهٔ مسکونی در قزاقستان است که در شهرستان شالقار واقع شده‌است. توس‌بلاغ ۱۰۷ نفر جمعیت دارد.